# Transatlantique (film, 1997)
Pour les articles homonymes, voir Transatlantique.
Pour plus de détails, voir Fiche technique et Distribution.
Transatlantique est un  film franco lusitano uruguayen de Christine Laurent, sorti le 3 septembre 1997.

## Fiche technique
- Réalisation : Christine Laurent
- Scénario : Philippe Arnaud, André Téchiné, Pascal Bonitzer
- Photographie : Jeanne Lapoirie
- Décors : Philippe Théaudière (chef décorateur), Zé Branco (décorateur)
- Soundtrack : Jorge Arriagada
- Montage : Rodolfo Wedeles
- Sociétés de production : Gémini Films
- Producteurs : Paulo Branco
- Pays d'origine :  France -  Portugal -  Uruguay
- Genre : drame
- Durée : 110 minutes (1h50)
- Date de sortie : France, 3 septembre 1997